# Trójkąt Kaliningradzki
Trójkąt Kaliningradzki (także: Trójkąt Królewiecki, TK; ang. Kaliningrad Triangle, ros. Калининградский треугольник, niem. Kaliningrad Dreieck) – niezinstytucjonalizowana forma współpracy i konsultacji w ramach polityki zagranicznej Polski, Niemiec i Rosji w latach 2011–2014.
Współpraca została zainaugurowana 21 lutego 2011 roku w trakcie wspólnych obrad niższych izb parlamentów Niemiec, Polski i Rosji. Trzy miesiące później w Królewcu doszło do spotkania szefów dyplomacji trzech krajów.
Po aneksji Krymu i wojnie w Donbasie, współpraca w ramach Trójkąta została zawieszona.
| Data            | Miejsce          | Uczestnicy                                                  |
| --------------- | ---------------- | ----------------------------------------------------------- |
| 21 maja 2011    | Królewiec Rosja  | Radosław Sikorski, Guido Westerwelle, Siergiej Ławrow.      |
| 21 marca 2012   | Berlin Niemcy    | Radosław Sikorski, Guido Westerwelle, Siergiej Ławrow.      |
| 10 maja 2013    | Warszawa Polska  | Radosław Sikorski, Guido Westerwelle, Siergiej Ławrow       |
| 10 czerwca 2014 | Petersburg Rosja | Radosław Sikorski, Frank-Walter Steinmeier, Siergiej Ławrow |

## Nazwa
Radosław Sikorski forsował wobec trójstronnej formy współpracy nazwę „Trójkąt Królewiecki”. Używanie wariantywnej formy w miejsce sugerowanej przez Komisję Standaryzacji Nazw Geograficznych Sikorski argumentuje sprzeciwem wobec upamiętniania Michaiła Kalinina stalinowskiego działacza, odpowiedzialnego m.in. za Zbrodnię Katyńską.